# Mistrovství světa juniorů v hokejbalu 2016
Mistrovství světa juniorů v hokejbalu 2016 se konalo ve Velké Británii ve městě Sheffield. Poprvé na turnaji se zápasy v základní skupině prodlužovaly. Vítězem se stal tým Slovenska, když ve finále porazil tým Kanady.

## Základní skupina
| Por | Družstvo       | Z | V | VP | PP | P | GV | GI | +/− | B  |
| --- | -------------- | - | - | -- | -- | - | -- | -- | --- | -- |
| 1.  | Kanada         | 5 | 5 | 0  | 0  | 0 | 33 | 3  | +30 | 15 |
| 2.  | Slovensko      | 5 | 4 | 0  | 0  | 1 | 27 | 7  | +20 | 12 |
| 3.  | Česko          | 5 | 3 | 0  | 0  | 2 | 28 | 14 | +14 | 9  |
| 4.  | USA            | 5 | 2 | 0  | 0  | 3 | 19 | 18 | +1  | 6  |
| 5.  | Švýcarsko      | 5 | 1 | 0  | 0  | 4 | 6  | 35 | −29 | 3  |
| 6.  | Velká Británie | 5 | 0 | 0  | 0  | 5 | 5  | 41 | −36 | 0  |

### O 5. místo
| 12. července 2016 | Švýcarsko | 3 : 1 | Velká Británie |  |  |

| Zpráva |    |        |    |
| 43     | 43 | Střely | 21 |

### O bronz
| 12. července 2016 | Česko | 5 : 3 | USA |  |  |

| Zpráva |

### Finále
| 12. července 2016 | Slovensko | 3 : 2 | Kanada |  |  |

| Zpráva |

## Konečné pořadí
| Místo            | Tým            |
| ---------------- | -------------- |
| Zlatá medaile    | Slovensko      |
| Stříbrná medaile | Kanada         |
| Bronzová medaile | Česko          |
| 4.               | USA            |
| 5.               | Švýcarsko      |
| 6.               | Velká Británie |